# Kalapanahalli, Davanagere
Kalapanahalli là một làng thuộc tehsil Davanagere, huyện Davanagere, bang Karnataka, Ấn Độ.